# 닐 영
닐 퍼시빌 영(영어: Neil Percival Young, OC, OM, 1945년 11월 12일 ~ )은 캐나다의 싱어송라이터이자 사회운동가이다. 포크와 컨트리, 블루스부터 하드 록, 개러지 록 등 다양한 장르를 넘나드는 음악으로 당대와 후대의 음악계에 커다란 영향을 끼쳤다는 평을 받으며, 가사의 문학적 가치도 높게 평가받는다. '그런지의 대부'라고 불리기도 한다.
로큰롤 명예의 전당에 1995년에 솔로 음악가로서, 1997년에는 버펄로 스프링필드의 구성원으로서 두 번에 걸쳐 헌액되었다.

## 생애 및 활동
1960년 캐나다에서 음악 활동을 시작한 닐 영은 1966년 미국으로 건너가 포크 록 밴드 버펄로 스프링필드를 결성한다. 영은 1968년 밴드가 해체된 뒤부터 솔로 활동을 시작하고, 이 후 주로 록 밴드 크레이지 호스와 협업하게 된다.
1969년 밴드 크로스비, 스틸스, 내시 & 영의 구성원이 되어 솔로 작업과 병행하기도 한 그는 1970년대에 가장 왕성한 활동을 벌이며 여러 명반들을 만들어 낸다. 이 시기의 음반으로는 버펄로 스프링필드 시절의 《Buffalo Springfield Again》(1967), 크로스비, 스틸스, 내시 & 영에서의 《Déjà Vu》(1970), 솔로 활동 기간의 《Everybody Knows This Is Nowhere》(1969), 《After the Gold Rush》(1970), 《Harvest》(1972), 《On the Beach》(1974), 《Tonight's the Night》(1975), 《Zuma》(1975), 《Rust Never Sleeps》(1979) 등이 대표적이다.
1980년대에는 일렉트로닉과 신스팝, 로커빌리 등을 시도하며 실험적인 모습을 보였음에도 음악적, 상업적 측면 모두 침체되었다는 평을 받았지만, 1989년작 《Freedom》으로 호평을 받으며 재기의 발판을 마련하였다.
1990년대에는 얼터너티브 록의 대중적인 성공과 함께 자신의 영향을 받은 음악가들의 헌정을 받으며 《Ragged Glory》(1990), 《Harvest Moon》(1992), 《Sleeps with Angels》(1994) 등의 수작을 발표했다.

## 어린 시절
닐 영은 토론토에서 스콧 영(Scott Young)과 레이시 영(Edna "Rassy" Young) 사이에서 태어났다. 아버지 스콧 영은 기자와 소설가 일을 했다.

## 음반 목록
- Neil Young (1968)
- Everybody Knows This Is Nowhere (1969)
- After the Gold Rush (1970)
- Harvest (1972)
- On the Beach (1974)
- Tonight's the Night (1975)
- Zuma (1975)
- Long May You Run (1976)
- American Stars 'n Bars (1977)
- Comes a Time (1978)
- Rust Never Sleeps (1979)
- Hawks & Doves (1980)
- Re-ac-tor (1981)
- Trans (1982)
- Everybody's Rockin' (1983)
- Old Ways (1985)
- Landing on Water (1986)
- Life (1987)
- This Note's for You (1988)
- Eldorado (1989)
- Freedom (1989)
- Ragged Glory (1990)
- Harvest Moon (1992)
- Sleeps with Angels (1994)
- Mirror Ball (1995)
- Broken Arrow (1996)
- Silver & Gold (2000)
- Are You Passionate? (2002)
- Greendale (2003)
- Prairie Wind (2005)
- Living with War (2006)
- Living with War: "In the Beginning" (2006)
- Chrome Dreams II (2007)
- Fork in the Road (2009)
- Le Noise (2010)
- Americana (2012)
- Psychedelic Pill (2012)
- A Letter Home (2014)
- Storytone (2014)
- The Monsanto Years (2015)

## 서훈
- 2006년 매니토바 주 훈장(OM)
- 2009년 캐나다 훈장 오피서(OC)[1]